# Van Buren County (Michigan)
Van Buren County je okres ve státě Michigan ve Spojených státech amerických. K roku 2000 zde žilo 76 263 obyvatel. Správním městem okresu je Paw Paw. Celková rozloha okresu činí 2 824 km².